# Kirkja
Kirkja este un oraș din Insulele Faroe.